# Omegalebra matogrossana
Omegalebra matogrossana är en insektsart som beskrevs av Young 1957. Omegalebra matogrossana ingår i släktet Omegalebra och familjen dvärgstritar. Inga underarter finns listade i Catalogue of Life.